# Kovalevskaya (cratère)
Le cratère de Kovalevskaya est un cratère d'impact lunaire situé sur la face cachée de la Lune. Il a été nommé en 1970 par l'UAI en l'hommage de la mathématicienne russe, Sofia Kovalevskaïa.

## Description
Il a deux cratères satellites.